# Villa Meißner Straße 244 (Radebeul)
Die Villa Meißner Straße 244 liegt im Stadtteil Kötzschenbroda der sächsischen Stadt Radebeul, auf der nördlichen Seite der Meißner Straße an der Ecke zum Gradsteg.

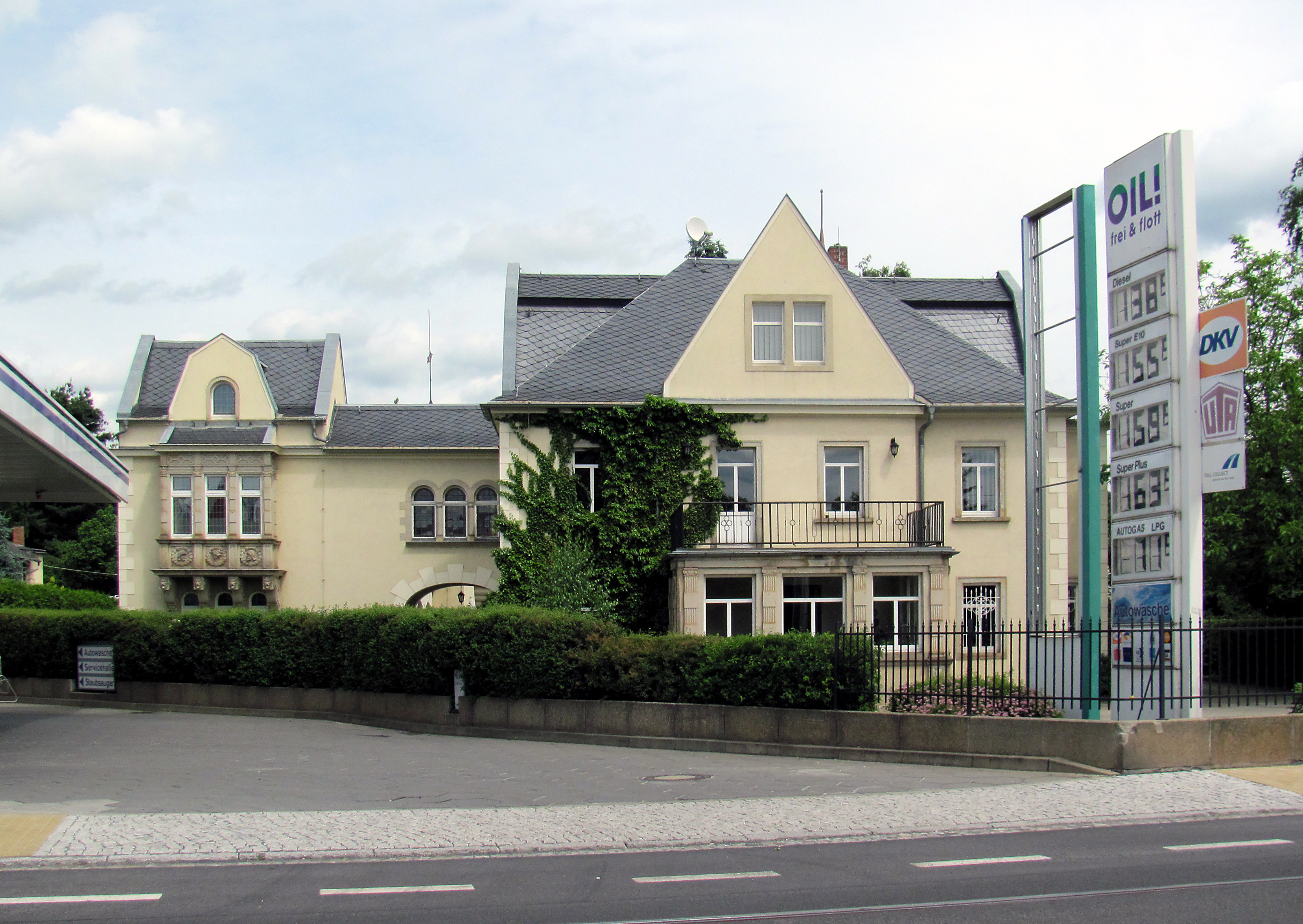
Villa Meißner Straße 244

Das Gebäude ist „trotz späterer Vereinfachungen immer noch [ein] beeindruckender Bau des späten Historismus vor allem mit Elementen der Deutschen Neorenaissance, wie Türmchen, Fachwerk mit Schnitzereien und von Säulen getragener Vorhalle an der Rückseite,[…] baugeschichtlich bedeutend“.

## Beschreibung

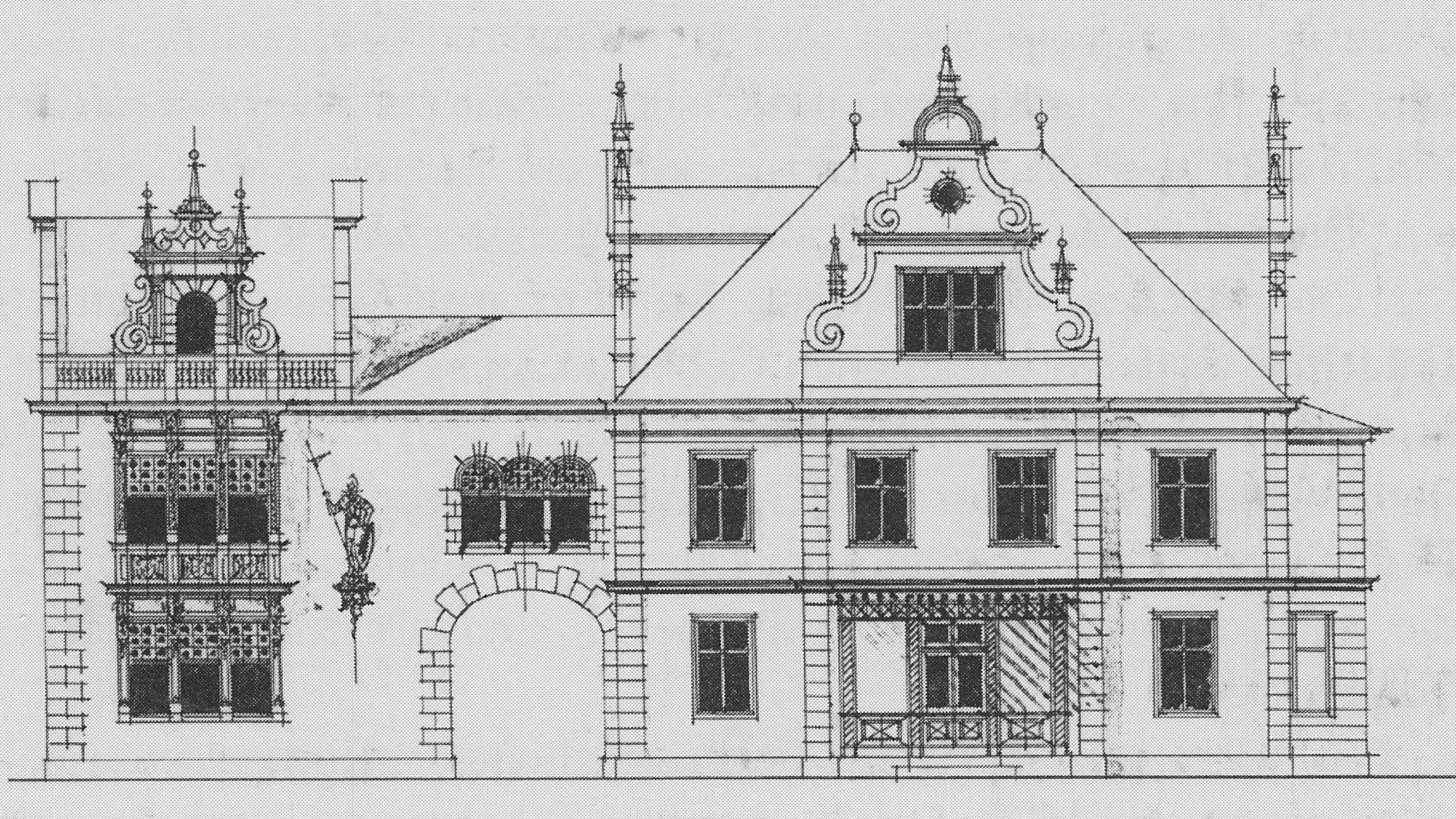
Bauzeichnung

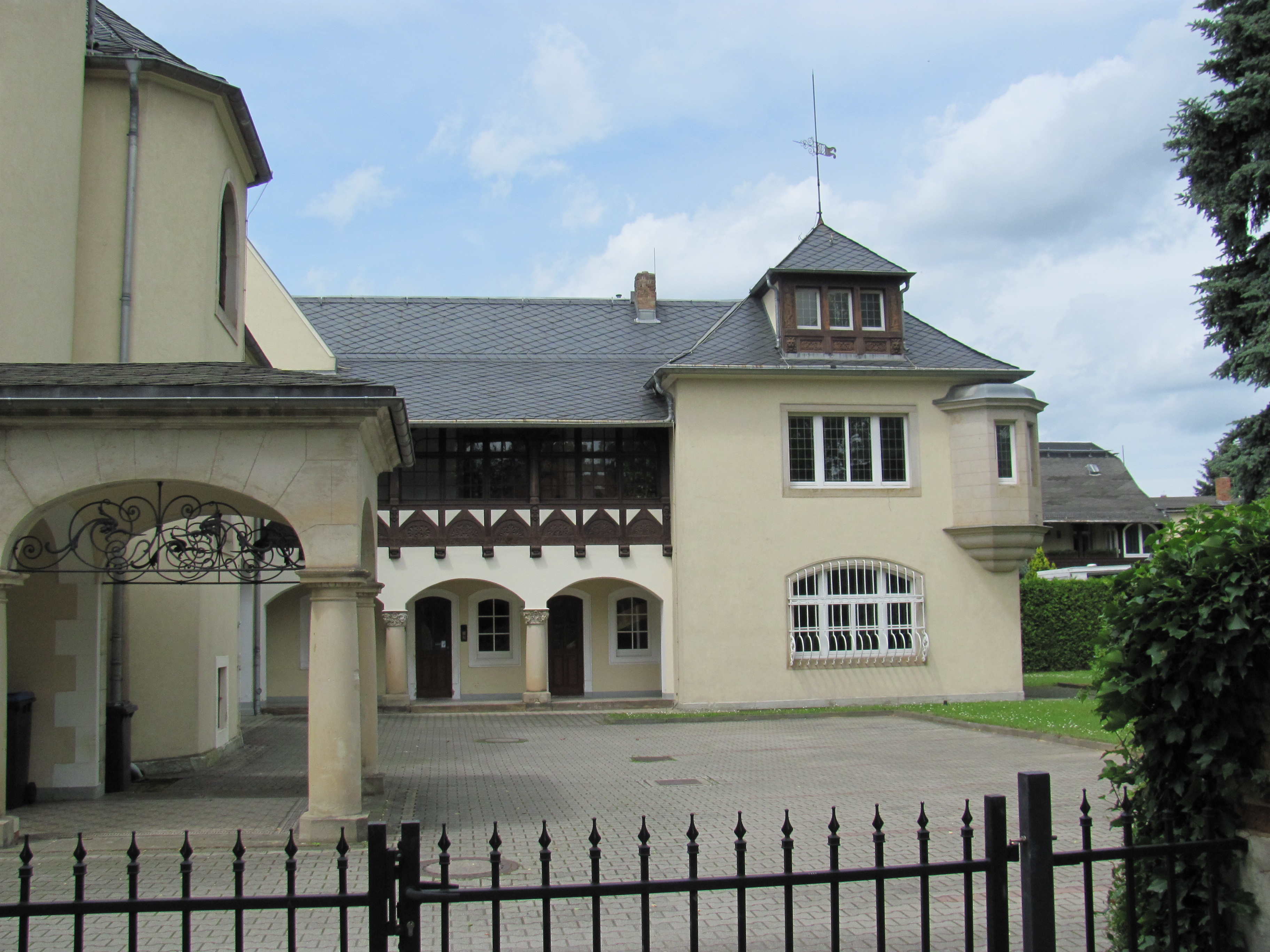
Hinterer Hof mit Anbau

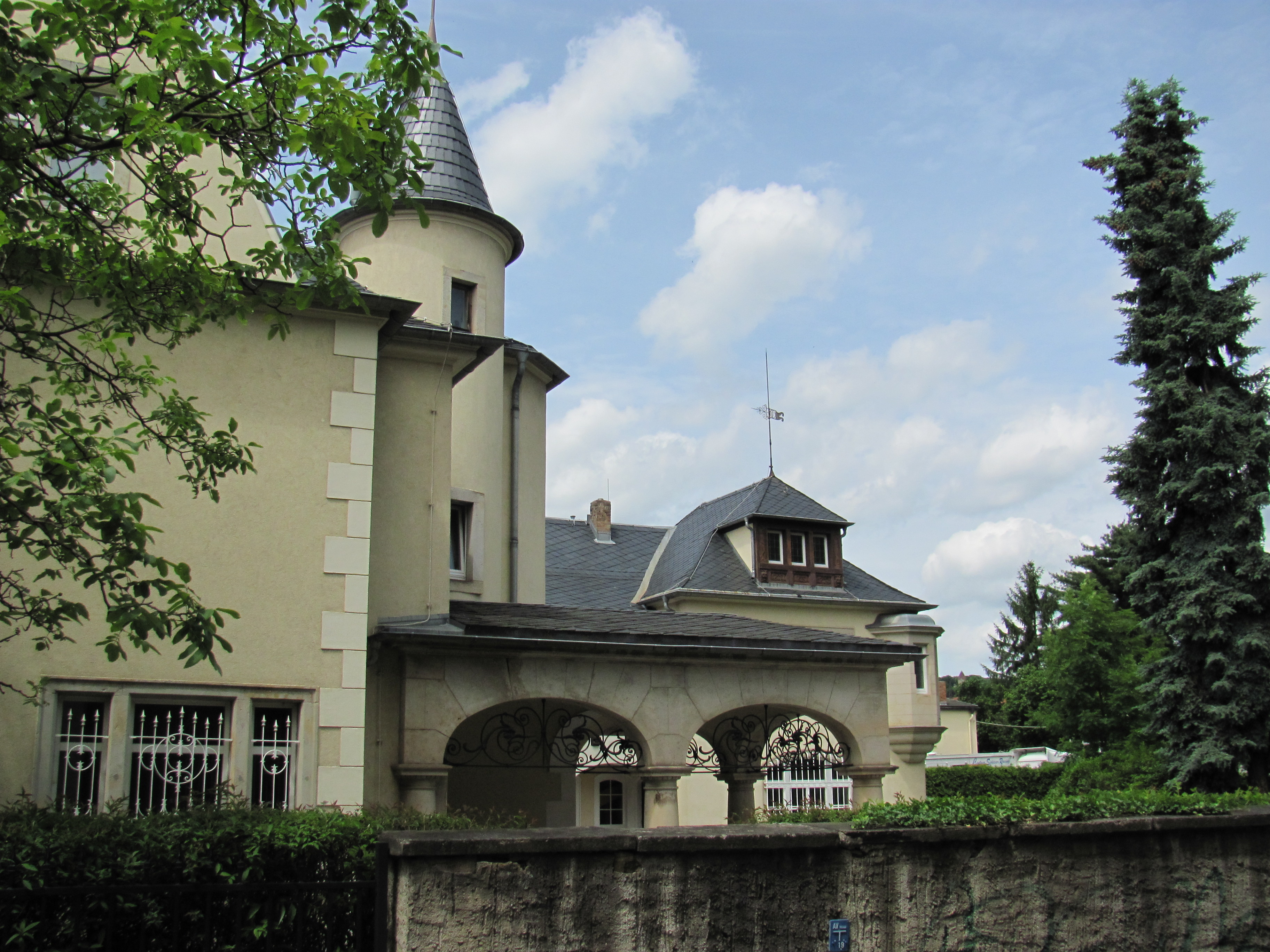
Rückseite mit Türmchen

Die zusammen mit dem Verbindungsgang zum Anbau, dem Nebengebäude und dem rückwärtigen Schalenbrunnen im Garten unter Denkmalschutz stehende Villa besteht aus einem Haupt- sowie einem Nebengebäude, beide verbunden durch einen geschlossenen Übergang. Die reduzierten Fassadenflächen werden durch Eckquaderungen gefasst, die Fenster durch Sandsteingewände eingerahmt.
Die Villa selbst ist ein zweigeschossiges, fast quadratisches Gebäude mit einem Walmdach mit hohen Giebeln. In der Hauptansicht zur Meißner Straße steht ein Mittelrisalit mit einer massiven Veranda davor. In der rechten Seitenansicht zum Gradsteg steht ein zweigeschossiger Standerker. Auf der Nordseite zum Hof befinden sich eine offene, säulengestützte eingeschossige Vorhalle, dahinter ein zweieinhalbgeschossiger Anbau sowie zwischen beiden ein schlanker runder Turm mit Kegelhaube, der das gesamte Gebäude überragt.
Der Verbindungsbau hat eine korbbogige Durchfahrt sowie ein säulchengestütztes Mehrfachfenster.
Das eher langgestreckte Nebengebäude ist ebenfalls zweigeschossig, jedoch von eher kleineren Proportionen. Zur Meißner Straße hat es „ein[en] Kopfbau mit Giebeln sowie ein[en] Erker mit reicher Bildhauerarbeit“. An der Traufseite zum Gradsteg steht auf drei Arkaden ein Laufgang aus Fachwerk. Auf der Nordseite schließt sich ein kurzer Gebäudeflügel mit einem Eckerker an. Die Wetterfahne trägt die Datierung 1901.

## Geschichte
Der Kern des Hauptgebäudes stammt aus der Zeit vor 1870. In jenem Jahr ließ sich der Dresdner Hofrat Wilhelm Lesky durch den Kötzschenbrodaer Baumeister Alfred Große einen Pferdestall auf seinem Anwesen errichten. Etwa zur gleichen Zeit stellte er im Garten Reste der 1869 abgebrannten ersten Semperoper als malerisches Ruinenarrangement auf. Dieses ist heute nicht mehr erhalten.
In den Jahren 1881 bis etwa 1900 ließ er durch den Baumeister Moritz Große mehrere Um- und Anbauten im Stil der deutschen Renaissance vornehmen. Diese Arbeiten wurden 1900/1901 durch den Architekten und Baumeister Ernst Kießling fortgesetzt, der vor allem das zurückliegende Nebengebäude mit dem Erker im gleichen Stil errichtete.
In den Jahren 1929 bis 1933 wurden die reichgegliederten Volutengiebel von Haupt- und Nebengebäude vereinfacht sowie insgesamt die Putzgliederung reduziert. Ebenfalls im Jahr 1933 wurde im westlichen Teil des Grundstücks eine Tankstelle eröffnet.